# Bente Paulis
Bente Paulis (Leiderdorp, 14 de febrero de 1997) es una deportista neerlandesa que compite en remo.
Participó en los Juegos Olímpicos de París 2024, obteniendo una medalla de plata en la prueba de cuatro scull.
Ganó dos medallas de plata en el Campeonato Mundial de Remo, en los años 2022 y 2023, y una medalla de plata en el Campeonato Europeo de Remo de 2022.

## Palmarés internacional
| Juegos Olímpicos   | Juegos Olímpicos         | Juegos Olímpicos | Juegos Olímpicos |
| Año                | Lugar                    | Medalla          | Prueba           |
| ------------------ | ------------------------ | ---------------- | ---------------- |
| 2024               | París (Francia)          | Medalla de plata | Cuatro scull     |
| Campeonato Mundial |                          |                  |                  |
| Año                | Lugar                    | Medalla          | Prueba           |
| 2022               | Račice (República Checa) | Medalla de plata | Cuatro scull     |
| 2023               | Belgrado (Serbia)        | Medalla de plata | Cuatro scull     |
| Campeonato Europeo |                          |                  |                  |
| Año                | Lugar                    | Medalla          | Prueba           |
| 2022               | Múnich (Alemania)        | Medalla de plata | Cuatro scull     |